# 밍크코트
"밍크코트"는 2012년에 개봉한 대한민국의 영화이다.

## 캐스팅
- 황정민 : 현순 역
- 한송희 : 수진 역
- 김미향 : 명순 역
- 이종윤 : 준호 역
- 김남진 : 경숙 역
- 백종우 : 정수 역
- 김영미 : 할머니 역
- 전소현 : 전도사 역
- 김병순 : 원장 역
- 박채익 : 티비남 역
- 강동헌 : 대웅 역
- 양한열 : 대범 역
- 박성호 : 백 목사 역
- 신재인 : 1004호 역
- 남정원 : 수간호사 역
- 이세인 : 원장실 간호사 역
- 박소연 : 수술실 간호사 역
- 최준호 : 박선생 역
- 양제혁 : 집도의 역
- 김효관 : 마취의 역
- 박지만 : 우유보급소 사장 역
- 이한샘 : 미용실 손님 역
- 노형석 : 장발남 역
- 전선영 : 1002호 역
- 권선혜 : 1003호 역
- 송한승 : 교인 1 역
- 정희성 : 교인 2 역
- 이상철 : 회계사 역
- 신아가 : 여의상 역
- 김태양 : 식당종업원 역
- 신준호 : 병원환자 역
- 남유진 : 수진아기 역
- 이시은 : 아파트 아이들 역
- 이재희 : 아파트 아이들 역
- 안시현 : 아파트 아이들 역
- 안지후 : 아파트 아이들 역
- 이영자 : 현순 대역
- 꼬망이 : 순돌이 역
- 임성우 (목소리 출연)
- 노형석 (목소리 출연)
- 박상욱 : 님의사 / 환자 / 군인 역